# Мики Мацубара
Мики Мацубара (јап. 松原 みき) (Кишивада, Осака, 28. новембар 1959 — Сакаи, Осака, 7. октобар 2004) је била јапанска џеј-поп пјевачица, текстописац и композитор.

## Рани живот
Мики Мацубара је рођена 28. новембра 1959. у Кишивади у Јапану, а одрасла је у Сакаију, где је провела дјетињство.
Живјела је са мајком, оцем и млађом сестром. Њен отац је био члан управе болнице, а мајка џез пјевачица која је пјевала у јапанском џез ансамблу и групи Крејзи Кетс. Мики Мацубара је научила да свира клавир са само три године, а касније се заинтересовала и за џез музику. Основну и средњу школу је завршила у родном Сакаију. Током средње школе, Мацубара се почела интересовати за рок музику и тако се одлучила придружити рок групи Куреи. Редовно је свирала клавијатуру као чланица групе Јошиноја, са којом је често наступала у клубу Такутаку у Кјоту.